# Semn astrologic
Un semn astrologic sau semn zodiacal, în termeni tradiționali cunoscut ca „zodie”, este reprezentarea grafică a unei constelații. În astrologia occidentală există 12 zodii: Berbec ♈, Taur ♉, Gemeni ♊, Rac ♋, Leu ♌, Fecioară ♍, Balanță ♎, Scorpion ♏, Săgetător ♐, Capricorn ♑, Vărsător ♒ și Pești ♓. Fiecare are un anumit element. Zodiile de pământ sunt Taur, Fecioară și Capricorn, cele de aer sunt Gemeni, Balanță și Vărsător, semnele de apă sunt Rac, Scorpion și Pești și semnele de foc sunt Berbec, Leu și Săgetător.